# Philippe LaRoche
Philippe LaRoche (Québec, 12 dicembre 1966) è un ex sciatore freestyle canadese, specialista dei salti.

## Biografia
Alle Olimpiadi di Lillehammer 1994 arrivò secondo nella gara dei salti.

## Palmarès

### Olimpiadi
- 1 medaglia:
  - 1 argento (salti a Lillehammer 1994)

### Campionati mondiali
- 3 medaglie:
  - 2 ori (salti a Lake Placid 1991 e salti a Altenmarkt 1993)
  - 1 bronzo (salti a Oberjoch 1989)